# Hydryphantes multiporus
Hydryphantes multiporus är en kvalsterart som beskrevs av Marshall 1930. Hydryphantes multiporus ingår i släktet Hydryphantes och familjen Hydryphantidae. Inga underarter finns listade i Catalogue of Life.